# Yihenuo'er
Yihenuo'er (kinesiska: 益和诺尔, 益和诺尔苏木) är en socken i Kina. Den ligger i den autonoma regionen Inre Mongoliet, i den norra delen av landet, omkring 710 kilometer nordost om regionhuvudstaden Hohhot.
Genomsnittlig årsnederbörd är 521 millimeter. Den regnigaste månaden är juni, med i genomsnitt 138 mm nederbörd, och den torraste är januari, med 3 mm nederbörd.